# Huntebrücke Ölmühle
Die Huntebrücke Ölmühle, 3 Kilometer  westlich von Dötlingen, stammt aus dem späteren 19. Jahrhundert.
Aktuell (2023) wird sie genutzt.
Das Bauwerk steht unter Denkmalschutz (siehe auch Liste der Baudenkmale in Dötlingen).

## Beschreibung
Die Brücke der Kreisstraße 341, im Bereich der Straße Öhlmüle über die Hunte, bestehend aus fünf Segmentbogengewölben auf Pfeilern und den beiden Widerlagern, alle aus Backstein, wurde 1878/79 in Verbindung mit einer inzwischen verschwundenen Schleuse gebaut. Später wurde eine breitere Fahrbahnplatte aus Stahlbeton aufgelegt.
Das Landesdenkmalamt befand: „…  geschichtliche Bedeutung … für die Baugeschichte und die Verkehrsgeschichte … .“
Ein Kanuanleger mit Wanderparkplatz an der mittleren Hunte befindet sich unmittelbar westlich von der Brücke, die hier von Booten durch den mittleren Bogen passiert werden sollte.